# Copa COSAFA 2008
La Copa COSAFA 2008 fue la duodécima edición del torneo de fútbol a nivel de selecciones nacionales de África del Sur organizado por la COSAFA y que contó con la participación de 14 selecciones de la región.
El anfitrión Sudáfrica venció en la final a Mozambique para ser el campeón regional por tercera vez.

## Fase de grupos

### Grupo A
| País        | Pts | J | G | E | P | GF | GC | GD |
| ----------- | --- | - | - | - | - | -- | -- | -- |
| Madagascar  | 5   | 3 | 1 | 2 | 0 | 4  | 3  | +1 |
| Suazilandia | 5   | 3 | 1 | 2 | 0 | 3  | 2  | +1 |
| Seychelles  | 4   | 3 | 1 | 1 | 1 | 8  | 2  | +6 |
| Mauricio    | 1   | 3 | 0 | 1 | 2 | 2  | 10 | -8 |

| 19 de julio de 2008 | Suazilandia    | 1 - 1 | Madagascar        | Atlantic Stadium, Witbank |  |
|                     | P. Dlamini 42' |       | Rabemananjara 66' |                           |  |

| 19 de julio de 2008 | Mauricio | 0 - 7 | Seychelles                                                       | Atlantic Stadium, Witbank |  |
|                     |          |       | Zialor 17' 61' 77' 90' · Anacoura 41' · Laporte 57' · Poiret 80' |                           |  |

| 21 de julio de 2008 | Madagascar         | 1 - 1 | Seychelles | Atlantic Stadium, Witbank |  |
|                     | Rabenandrasana 55' |       | Renard 70' |                           |  |

| 21 de julio de 2008 | Mauricio     | 1 - 1 | Suazilandia  | Atlantic Stadium, Witbank |  |
|                     | Marmitte 31' |       | Mazibuko 51' |                           |  |

| 23 de julio de 2008                               | Madagascar                             | 2 - 1 | Mauricio      | Atlantic Stadium, Witbank |  |
|                                                   | Rabenandrasana 19' · Rabemananjara 68' |       | Marquette 12' |                           |  |
| Madagascar clasificó por el Lanzamiento de moneda |                                        |       |               |                           |  |

| 23 de julio de 2008 | Seychelles | 0 - 1 | Suazilandia    | Atlantic Stadium, Witbank |  |
|                     |            |       | M. Dlamini 90' |                           |  |

### Grupo B
| País    | Pts | J | G | E | P | GF | GC | GD |
| ------- | --- | - | - | - | - | -- | -- | -- |
| Namibia | 7   | 3 | 2 | 1 | 0 | 5  | 1  | +4 |
| Malaui  | 6   | 3 | 2 | 0 | 1 | 2  | 1  | +1 |
| Lesoto  | 4   | 3 | 1 | 1 | 1 | 2  | 2  | 0  |
| Comoras | 0   | 3 | 0 | 0 | 3 | 0  | 5  | -5 |

| 20 de julio de 2008 | Comoras | 0 - 3 | Namibia                     | Lilian Ngoyi Stadium, Secunda |  |
|                     |         |       | Jacobs 60' 74' · Kaimbi 81' |                               |  |

| 20 de julio de 2008 | Lesoto | 0 - 1 | Malaui      | Lilian Ngoyi Stadium, Secunda |  |
|                     |        |       | Msowoya 77' |                               |  |

| 22 de julio de 2008 | Malaui      | 1 - 0 | Comoras | Lilian Ngoyi Stadium, Secunda |  |
|                     | Kondowe 31' |       |         |                               |  |

| 22 de julio de 2008 | Lesoto      | 1 - 1 | Namibia        | Lilian Ngoyi Stadium, Secunda |  |
|                     | Rankara 83' |       | Ngatjizeko 25' |                               |  |

| 24 de julio de 2008 | Comoras | 0 - 1 | Lesoto     | Lilian Ngoyi Stadium, Secunda |  |
|                     |         |       | Lesesa 74' |                               |  |

| 24 de julio de 2008 | Namibia    | 1 - 0 | Malaui | Lilian Ngoyi Stadium, Secunda |  |
|                     | Kaimbi 52' |       |        |                               |  |

## Fase Final
Sudáfrica, Angola, Zambia, Zimbabue, Botsuana y Mozambique clasificaron directamente a esta fase por su ubicación en el ranking FIFA, pero como Sudáfrica participó con su equipo sub-23 y Angola con el equipo sub-20, por lo que sus partidos no fueron reconocidos por la FIFA.

### Cuartos de final
| 26 de julio de 2008 | Angola | 0 - 1 | Madagascar        | Atlantic Stadium, Witbank |  |
|                     |        |       | Rabemananjara 22' |                           |  |

| 26 de julio de 2008 | Sudáfrica    | 1 - 0 | Namibia | Atlantic Stadium, Witbank |  |
|                     | Mahamutsa 6' |       |         |                           |  |

| 27 de julio de 2008 | Botsuana | 0 - 2 | Mozambique           | Lilian Ngoyi Stadium, Secunda |  |
|                     |          |       | Hagi 18' · Nito 90+2 |                               |  |

| 27 de julio de 2008 | Zambia | 0 - 0 (5-4 p.) | Zimbabue | Lilian Ngoyi Stadium, Secunda |  |

### Semifinales
| 30 de julio de 2008 | Madagascar        | 1 - 2 | Mozambique               | Thulamahashe Stadium, Bushbuckridge |  |
|                     | Rabemananjara 28' |       | Tico-Tico 18' · Hagi 62' |                                     |  |

| 30 de julio de 2008 | Sudáfrica      | 1 - 0 | Zambia | Thulamahashe Stadium, Bushbuckridge |  |
|                     | Tsutsulupa 14' |       |        |                                     |  |

### 3.erlugar
| 3 de agosto de 2008 | Madagascar | 0 - 2 | Zambia                 | Thulamahashe Stadium, Bushbuckridge |  |
|                     |            |       | Mayuka 56' · Kombe 78' |                                     |  |

### Final
| 3 de agosto de 2008 | Sudáfrica       | 2 - 1 | Mozambique | Thulamahashe Stadium, Bushbuckridge |  |
|                     | Fransch 18' 60' |       |            |                                     |  |

## Campeón
| Copa COSAFA 2008     |
| -------------------- |
| Bandera de Sudáfrica |
| Sudáfrica 3º Título  |